# Julie Campiche
 (mai 2025).
Pour les articles homonymes, voir Campiche.
Julie Campiche, née en 1983 à Genève, est une harpiste et compositrice suisse dans le domaine du jazz contemporain.
Elle est reconnue pour son intégration novatrice d'effets électroniques à la harpe, élargissant ainsi les horizons de l'instrument dans le jazz moderne.

## Biographie
Julie Campiche naît en 1983 à Genève. Elle commence à jouer de la harpe à l'âge de 8 ans.
Elle suit des cours de harpe classique au Conservatoire de Lyon auprès de Christophe Truant, puis à la Haute École de musique de Lausanne. Elle est la première harpiste à y obtenir un master de composition et performance jazz.
En 2008, elle cofonde le groupe Orioxy avec la chanteuse Yael Miller, explorant un jazz aux influences mondiales, groupe avec lequel elle a sorti trois albums. En 2016, elle forme le Julie Campiche Quartet avec Leo Fumagalli (saxophone), Manu Hagmann (basse) et Clemens Kuratle (batterie). Sa musique, mêlant acoustique et électronique, aborde des thèmes contemporains tels que le changement climatique et les crises sociales, comme en témoignent les albums Onkalo (2020) et You Matter (2022).
En 2018, le Quartet se produit au Festival de jazz de Schaffhouse en 2018. Sa performance de 2022 à la Burghausen Jazz Week reçoit d'excellentes critiques.
Julie Campiche est également active en tant que membre du trio d’Eric Longsworth. Aux côtés de Malcolm Braff et Jeremias Keller, elle fait par ailleurs partie du groupe Jibcae (Soul Farewell) avec la chanteuse Claire Huguenin. En 2017, elle invite Nicole Johänntgen à participer à son projet Sofia au Ystad Jazz Festival.
Julie Campiche a composé le jingle pour la Radio télévision suisse, que la radio Espace 2 a utilisé entre 2016 et 2020. En 2019, elle a écrit la musique d'une rencontre de son quatuor avec un quatuor de l'ensemble de musique baroque Capella Jenensis; Avec ce projet, elle a remporté la première place. Prix au «NachtKlang» du Festival de musique d'Erzgebirge.